# Oreste Calleja
Oreste Calleja (Ħamrun, 1946) es un escritor maltés. Dejó la isla en 1974.
Realizó sus estudios en la Universidad de Londres, el Birkbeck College, y en 1990 en la Universidad de North Florida.
Ha escrito obras para teatro, radio, y televisión. Antes de emigrar en 1974, publicó Erba’ Drammi (1972), que sigue siendo utilizada como texto de secundaria. 
Se considera que su éxito como escritor dramático se debe en gran medida a su conciliación del estilo realista con un simbolismo que hace que sus textos tengan un valor universal. 
Otras publicaciones recientes de Calleja son Il-Festa bil-Bandieri y Pawlu Redux, ambos ganadores del premio nacional literario de sus respectivos años.
En la actualidad trabaja como traductor en el Parlamento europeo.
Está casado y tiene una hija.

## Obras
- Anestesija 1969
- Għargħar 1979
- Ċens Perpetwu 1969
- Satira 1970
- Jum Fost l-Oħrajn 1970
- En Passant 1970
- Iġsmaiħirsa 1970
- Għażiż Angelo 1971
- Erba’ Drammi 1972
- Għasfur taċ-Ċomb 1993
- Il-Belliegħa fil-Bir 1994
- U l-Anġlu Ħabbar 1995
- Il-Festa bil-Bandieri 2002
- Pawlu Redux 2004
- Skart 2015
- 3 Siltiet 2015
- Ghasfur tac-Comb" - The Screeplay 2016